# Stop Idaho
 (décembre 2022).
La loi de l'arrêt Idaho est le nom d'une loi qui permet aux cyclistes de considérer un panneau stop comme un cédez le passage et un feu rouge comme un panneau stop. C'est devenu une loi pour la première fois dans l'Idaho en 1982, puis le Delaware a adopté une loi similaire en en 2017. L'Arkansas a été le deuxième État à légaliser à la fois le "stop comme cédez-le-passage" et le "feu rouge comme stop" en avril 2019. Des études dans le Delaware et l'Idaho ont montré une diminution significative des accidents aux croisements.

## Légalité par État
| État           | Stop comme cédez-le-passage | Feu rouge comme stop | Année d'adoption |
| -------------- | --------------------------- | -------------------- | ---------------- |
| Idaho          | Oui                         | Oui                  | 1982             |
| Delaware       | Oui                         | Non                  | 2017             |
| Colorado       | Oui                         | Oui                  | 2022             |
| Arkansas       | Oui                         | Oui                  | 2019             |
| Oregon         | Oui                         | Non                  | 2019             |
| Washington     | Oui                         | Non                  | 2020             |
| Utah           | Oui                         | Non                  | 2021             |
| Dakota du nord | Oui                         | Non                  | 2021             |
| Oklahoma       | Oui                         | Oui                  | 2021             |

## Histoire
La loi originale sur le cédez-le-passage de l'Idaho a été introduite sous le nom d'Idaho HB 541 lors d'une révision complète des lois sur la circulation de l'Idaho en 1982. À l'époque, les infractions mineures au code de la route étaient des infractions pénales et il y avait un désir de déclasser bon nombre d'entre elles en « infractions publiques civiles » afin de libérer du temps de justice.
Carl Bianchi, alors directeur administratif des tribunaux de l'Idaho, a vu une opportunité d'associer une modernisation de la loi sur le vélo à la révision plus large du code de la route. Il a rédigé un nouveau code du vélo qui serait plus conforme au Uniform Vehicle Code, et a inclus de nouvelles dispositions pour les cyclistes. Répondant aux préoccupations des magistrats qui craignaient que les « violations techniques » des lois de circulation par les cyclistes encombrent les tribunaux, le projet contenait une disposition autorisant les cyclistes à traiter un panneau stop comme un cédez le passage. appelé « loi d'arrêt roulant ». La nouvelle loi sur le vélo a été adoptée en 1982, malgré les objections de certains cyclistes et agents des forces de l'ordre.
En 2006, la loi a été modifiée pour préciser que les cyclistes doivent s'arrêter aux feux rouges et céder le passage avant de continuer tout droit dans l'intersection et avant de tourner à gauche à une intersection. Cela avait été l'intention initiale, mais les responsables de l'application des lois de l'Idaho voulaient que ce soit spécifié. La loi a été adoptée à l'origine avec une disposition éducative, mais celle-ci a été supprimée en 1988 car "les jeunes cyclistes se sont rapidement adaptés au nouveau système et avaient plus de respect pour une loi qui légalisait le comportement de conduite réel".
En 2001, Joel Fajans, professeur de physique à l'Université de Californie à Berkeley, et Melanie Curry, rédactrice en chef de magazine, ont publié un essai intitulé « Pourquoi les cyclistes détestent les panneaux d'arrêt » sur les raisons pour lesquelles les arrêts roulants étaient meilleurs pour les cyclistes. Cet essai a suscité un grand intérêt pour les la loi de l'Idaho.
La première promulgation d'une loi similaire en dehors de l'Idaho a eu lieu en Oregon en 2003, lorsque la loi de l'Idaho ne s'appliquait encore qu'aux panneaux stop. Bien qu'elle ait été adopté à une écrasante majorité à la Chambre, elle n'a jamais passé le Comité du Règlement du Sénat. La décision de l'Oregon a à son tour inspiré une enquête par la Commission des transports métropolitains de la région de la baie de San Francisco en 2008. Cette enquête n'a pas donné naissance à une législation, mais elle a attiré l'attention nationale, ce qui a conduit à des décisions similaires à l'échelle nationale.
Le terme "Idaho Stop" est devenu populaire à la suite de l'effort californien en 2008. Avant cela, il s'appelait "Idaho Style" ou "Roll-and-go". « Idaho Stop » a été popularisé par le blogueur cycliste Richard Masoner en juin 2008 en couvrant la proposition de San Francisco, mais en référence à la « Idaho Stop Law » ; le terme avait été utilisé dans la discussion depuis au moins l'année précédente. En août de la même année, le terme est apparu pour la première fois dans un article du Christian Science Monitor par Ben Arnoldy qui faisait référence à la "règle dite de l'Idaho stop'". Peu de temps après, le terme « stop de l'Idaho » était couramment utilisé comme nom, pas comme modificateur.

## Sécurité
Une étude de 2009 a montré une diminution de 14,5 % des blessures chez les cyclistes après l'adoption de la loi Idaho Stop,. Une étude menée par l'État du Delaware sur la loi permettant aux cyclistes de traiter les panneaux stop comme des cédez-le-passage a réduit de 23 % les blessures aux intersections concernées.
Une étude des arrêts roulants à Seattle a déterminé que « les résultats soutiennent l'affirmation théorique selon laquelle les cyclistes sont capables de prendre des décisions sûres concernant les arrêts roulants », tandis qu'une enquête de 2013 sur les stop comme cédez-le-passage dans les localités du Colorado où il est légal n'a signalé aucune augmentation des collisions. Une autre étude réalisée à Chicago a montré que le respect des panneaux stop et des feux rouge par les cyclistes était faible en l'absence de circulation transversale, mais que la plupart effectuaient toujours un "stop de l'Idaho" ; et donc « l'application des règles existantes à ces intersections semblerait arbitraire ».

## Approches internationales
Diverses approches sur le stop comme cédez-le-passage et feu rouge comme stop existent en dehors des États-Unis. Aux Pays-Bas, les carrefours sont conçus pour éviter autant que possible la nécessité d'un panneau d'arrêt, en utilisant des techniques telles que les ronds-points, en marquant clairement la route pour indiquer qui doit céder le passage, etc. En 2012, un essai à Paris a permis aux cyclistes à 15 intersections de tourner à droite ou, s'il n'y a pas de rue à droite, de continuer tout droit au feu rouge, à condition qu'ils « fassent preuve de prudence » et cèdent la priorité aux piétons, après que des experts de la sécurité routière aient jugés que la mesure réduirait les collisions. Après l'essai, la loi française a été modifiée pour permettre aux cyclistes de traiter certains feux rouge comme des cédez-le-passage, si la signalisation le permet. Certaines villes françaises, comme Lyon, ont installé le panneau sur de nombreux feux rouges dans toute la ville.

## Histoire législative
L'Idaho est à la fois l'état le plus grand et le plus vieux pratiquant du stop comme cédez-le-passage. Mark McNeese, coordinateur vélo/piéton pour le département des transports de l'Idaho, a déclaré que "les statistiques de collision de bicyclettes de l'Idaho confirment que la loi de l'Idaho n'a entraîné aucune augmentation perceptible des blessures ou des décès chez les cyclistes".
L'« Idaho Stop » est la politique de l'État depuis 1982. Une étude de 2010 de l'UC Berkeley a révélé que les blessures chez les cyclistes dans l'État avaient diminué de 14 %.

## Positions
Les partisans du stop comme cédez-le-passage soutiennent qu'il améliore la sécurité. Une étude a montré que l'Idaho a des accidents moins graves. De même, les tests d'une forme modifiée de l'Idaho Stop à Paris ont révélé que "permettre aux cyclistes de se déplacer plus librement réduisait les risques de collisions avec les voitures, y compris les accidents impliquant l'angle mort de la voiture". Certains partisans soutiennent que la modification des obligations légales des cyclistes donne aux forces de l'ordre l'orientation nécessaire pour concentrer l'attention sur les cyclistes (et les automobilistes) dangereux. De plus, certains affirment que, parce que les lois sur les vélos devraient être conçues pour permettre aux cyclistes de se déplacer rapidement et facilement, la règle du "stop comme cédez-le-passage" permet la conservation de l'énergie.
Les opposants soutiennent qu'un ensemble de lois uniformes et sans ambiguïté qui s'appliquent à tous les usagers de la route est plus facile à comprendre pour les enfants et permettre aux cyclistes de se comporter selon un ensemble de règles distinct de celui des conducteurs les rend moins prévisibles et donc moins sûrs. Jack Gillette, ancien président de la Boise Bicycle Commuters Association, a fait valoir que les cyclistes ne devraient pas avoir plus de libertés que les conducteurs. "Les cyclistes veulent les mêmes droits que les conducteurs, et peut-être devraient-ils avoir les mêmes devoirs", a-t-il déclaré. Le maire de San Francisco, Edwin M. Lee, a soutenu sans citer de preuves que la loi « met directement en danger les piétons et les cyclistes » dans son veto à une loi similaire dans la ville.